# Rosenbrauengimpel
Der Rosenbrauengimpel (Carpodacus rodochroa, Syn.: Carpodacus rhodochrous) ist ein Singvogel aus der Familie der Finken. Er bewohnt den Himalaya vom Kaschmir bis ins westliche Sikkim, wo er in Wäldern, Zwergsträuchern und an grasbewachsenen Hängen vorkommt.
Der Rosenbrauengimpel wurde 1831 als Fringilla rodochroa beschrieben. Von manchen Autoren wird noch das originäre Epitheton rodochroa benutzt, andere verwenden die dem Gattungsnamen Carpodacus entsprechend deklinierte und orthografisch bereinigte Form rhodochrous.

## Beschreibung

### Aussehen

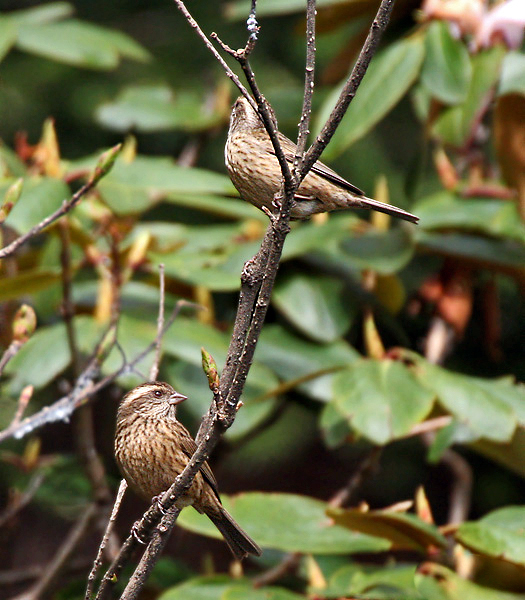
Zwei Weibchen des Rosenbrauengimpels in Himachal Pradesh

Der Rosenbrauengimpel ist mit 14–15 cm Körperlänge etwa so groß wie ein Buchfink. Die mittelgroße Karmingimpelart ist sowohl dem kleineren Auroragimpel als auch dem geringfügig größeren Schmuckgimpel sehr ähnlich. Besonders die Weibchen dieser drei Arten lassen sich im Feld kaum unterscheiden.
Die Flügellänge beträgt beim Männchen 71–75 mm, beim Weibchen 67–71 mm. Die Schwanzlänge liegt zwischen 58 und 62 mm. Der kurze Schnabel ist oben dunkelbraun und unten blassbraun, First und Unterkante sind bogenförmig zur Spitze hin gekrümmt. Die Füße sind fleischfarben bis braun.
Es besteht ein Sexualdimorphismus bezüglich der Gefiederfärbung. Beim Männchen geht die rosa Stirn über dem Zügel fließend in den breiten Überaugenstreif über, der bis auf die Halsseiten reicht und im frischen Gefieder oft von helleren Federspitzen durchsetzt ist. Der breite, rotbraune Augenstreif reicht bogenförmig bis auf die Halsseiten und schließt einen Teil der Ohrdecken ein. Scheitel und Nacken sind ebenfalls rotbraun und nur sehr fein gestrichelt. Vordere Ohrdecken, Wangen und Kinn sind wie der Überaugenstreif rosa mit helleren Spitzen an den Ohrdecken. Die gesamte Unterseite ist ebenso rosa mit dunkler malvenfarbenen Partien auf Brust, Bauch und Flanken. An den oberen Flanken zeigt sich oft eine bräunlichere Nuance. Die Unterschwanzdecken sind blassrosa. Rücken und Schulterfedern sind warm braun bis rötlichbraun und wirken durch dunkle Federzentren breit gestreift. Im frischen Gefieder wirkt der Rücken durch beige Säume gräulicher. Der Bürzel ist dunkelrosa, die Oberschwanzdecken bräunlich mit rosa Nuancen. Das Flügelgefieder ist dunkelbraun mit warm- bis rötlichbraunen Säumen und Spitzen. Letztere sind auf den großen Armdecken leicht rosa getönt. Der leicht gegabelte Schwanz ist dunkelbraun mit warm- bis rötlichbraunen Säumen.
Beim Weibchen sind Stirn und Überaugenstreif hellbeige bis gelblich beige. Der Überaugenstreif reicht bis auf die Halsseiten. Wangen, Kinn und Kehle sind gleich gefärbt, zeigen aber eine feine dunkle Streifung, die auf Brust, Bauch und Flanken sehr viel kräftiger wird. Die Unterseite ist ebenfalls beige und oft wärmer bräunlich getönt, die Unterschwanzdecken blassbeige. Der Zügel ist schwarzbraun, Augenstreif, hintere Ohrdecken, Scheitel und Nacken sind dunkel beige bis beige braun mit feiner Strichelung. Rücken und Schulterfedern sind warm beigebraun, heller als Scheitel und Nacken und mit dunkel- bis schwarzbrauner Streifung. Auf dem Bürzel und den Oberschwanzdecken ist die Streifung kaum vorhanden. Die Armdecken sind dunkelbraun mit helleren Säumen und etwas helleren Spitzen. Fittich und Handdecken sind schwarzbraun mit beigen Säumen. Schwingen und Schirmfedern sind dunkel- bis schwarzbraun mit warmbraunen Säumen, die zu den Schirmfedern hin breiter werden. Der Schwanz ist braun mit helleren Säumen.
Das Jugendkleid ist von dem des Weibchens kaum zu unterscheiden und allenfalls oberseits etwas wärmer getönt. Es wird den ersten Sommer hindurch getragen. Junge Männchen entwickeln erst im zweiten Winter eine rötliche Oberseite mit schwach rosa Partien. Diese können noch mit dunklen Zentren durchsetzt sein.
Die Art sucht oft unauffällig auf dem Boden ihre Nahrung und fliegt bei Annäherung erst im letzten Moment auf. Sie bewegt sich hüpfend oder leicht watschelnd.

### Stimme
Der Ruf ist ein lautes per-lie oder tschi-wie und ebenso ein kanarienvogelähnliches zwiet. Der Gesang wird als lieblich und trällernd beschrieben.

## Verbreitung und Bestand
Der monotypische Rosenbrauengimpel besiedelt den Himalaya vom Kaschmir ostwärts durch den äußersten Norden Punjabs in Uttar Pradesh und Nepal bis ins westliche Sikkim. Möglicherweise kommt die Art auch spärlich im südlichen Tibet vor. Der Rosenbrauengimpel ist häufig oder lokal häufig. Er ist nicht bedroht.

## Lebensweise
Zur Brutzeit kommt die Art in Höhen zwischen 2250 und 4540 m, eventuell bis zu 5150 m über dem Meer vor und wandert im Winter in Höhen zwischen 1800 und 2700 m, ausnahmsweise 910 m ab. Sie besiedelt Unterholz in lichten Mischwäldern aus Birken und Fichten und brütet in Rhododendron, Weiden und verkrüppeltem Wacholder. Ebenso kommt sie an grasbewachsenen Hängen, in Gebüschen und Waldrändern, Feldgehölzen und Eichenwäldern im Flachland vor. Im Winter tritt sie gelegentlich in Gärten auf. Zur Brutzeit trifft man sie paarweise an, im Winter auch in kleinen, losen Verbänden, die manchmal jeweils nur aus Männchen oder Weibchen bestehen. Die Nahrung besteht aus Sämereien und Beeren.